# Завадкі (Мазовецьке воєводство)
Завадкі (пол. Zawadki) — село в Польщі, у гміні Пшасниш Пшасниського повіту Мазовецького воєводства.
Населення — 52 особи (2011).
У 1975-1998 роках село належало до Остроленцького воєводства.

## Демографія
Демографічна структура станом на 31 березня 2011 року:
|          | Загалом | Допрацездатний вік | Працездатний вік | Постпрацездатний вік |
| -------- | ------- | ------------------ | ---------------- | -------------------- |
| Чоловіки | 27      | 6                  | 18               | 3                    |
| Жінки    | 25      | 5                  | 15               | 5                    |
| Разом    | 52      | 11                 | 33               | 8                    |